# Fermatsche Spirale

Fermatsche Spirale: ein Ast

Fermatsche Spirale: beide Äste

Eine fermatsche oder parabolische Spirale ist eine nach Pierre de Fermat benannte ebene Kurve, die sich in Polarkoordinaten durch die Gleichung
{\displaystyle r=\pm a{\sqrt {\varphi }}\ ,\ \varphi \geq 0}
einer Parabel (mit horizontaler Achse) beschreiben lässt.
Die fermatsche Spirale sieht der archimedischen Spirale ähnlich. Im Gegensatz zu ihr hat sie aber abnehmenden Windungsabstand, d. h., die Windungen liegen nach außen hin immer dichter.
So wie andere Spiralen werden auch fermatsche Spiralen zur Konstruktion von krümmungsstetigen Übergangskurven verwendet.

## Beschreibung in kartesischen Koordinaten
Die fermatsche Spirale mit der Polargleichung
{\displaystyle r=a{\sqrt {\varphi }}\ ,\quad \varphi \geq 0}
lässt sich in kartesischen Koordinaten {\displaystyle (x=r\cos \varphi ,\;y=r\sin \varphi )} durch die Parameterdarstellung
- {\displaystyle x=a{\sqrt {\varphi }}\cos \varphi ,\qquad y=a{\sqrt {\varphi }}\sin \varphi ,\quad \varphi \geq 0}

beschreiben.
Aus der Parameterdarstellung und {\displaystyle \ \varphi ={\tfrac {r^{2}}{a^{2}}},\ r={\sqrt {x^{2}+y^{2}}}\ } ergibt sich eine Darstellung mit einer Gleichung:
- {\displaystyle {\frac {y}{x}}=\tan \left({\frac {x^{2}+y^{2}}{a^{2}}}\right)\ .}

## Eigenschaften

### Zerlegung der Ebene

Eine fermatsche Spirale zerlegt die Ebene in zwei zusammenhängende Bereiche (hier schwarz und weiß)

Eine vollständige fermatsche Spirale (beide Äste) ist, im Gegensatz zu einer archimedischen oder hyperbolischen Spirale, eine glatte doppelpunktfreie Kurve, die die Ebene, wie eine Gerade oder ein Kreis oder eine Parabel, in zwei zusammenhängende Bereiche zerlegt. Die besondere Herausforderung bei der Zerlegung der Ebene durch eine fermatsche Spirale ist, dass man mit bloßem Auge nicht so leicht wie bei Gerade, Kreis oder Parabel entscheiden kann, auf welcher Seite der Kurve ein Punkt liegt.

### Krümmung
Mit der Formel
{\displaystyle \kappa ={\frac {r^{2}+2(r')^{2}-r\;r''}{(r^{2}+(r')^{2})^{3/2}}}}
für die Krümmung einer Kurve in Polardarstellung {\displaystyle \;r=r(\varphi )\;} und den Ableitungen
{\displaystyle \;r'={\tfrac {a}{2{\sqrt {\varphi }}}}={\tfrac {a^{2}}{2r}}\;} und {\displaystyle \;r''=-{\tfrac {a}{4{\sqrt {\varphi }}^{3}}}=-{\tfrac {a^{4}}{4r^{3}}}\;} der fermatschen Spirale ergibt sich für die Krümmung
- {\displaystyle \kappa (r)={\frac {2r(4r^{4}+3a^{4})}{(4r^{4}+a^{4})^{3/2}}}.}

Im Nullpunkt ist die Krümmung {\displaystyle 0}. Die vollständige Spirale hat also
- im Nullpunkt einen Wendepunkt mit der x-Achse als Wendetangente.

Die Inversion einer fermatschen Spirale (grün) am Einheitskreis (rot) ergibt eine Lituus-Spirale (blau)

### Inversion
Die Spiegelung am Einheitskreis (Inversion) lässt sich in Polarkoordinaten durch {\displaystyle \ (r,\varphi )\mapsto ({\tfrac {1}{r}},\varphi )\ } beschreiben.
- Das Bild der fermatschen Spirale {\displaystyle \ r=a{\sqrt {\varphi }}\ } bei der Spiegelung am Einheitskreis ist eine Lituus-Spirale mit {\displaystyle \;r={\frac {1}{a{\sqrt {\varphi }}}}\;}.

Für {\displaystyle \;\varphi ={\tfrac {1}{a^{2}}}\;} schneiden sich beide Kurven in einem Fixpunkt auf dem Einheitskreis.
- Die Wendetangente ({\displaystyle x}-Achse) der fermatschen Spirale (im Nullpunkt) geht bei der Spiegelung in sich über und ist die Asymptote der Lituus-Spirale.

### Fläche zwischen Kurvenbögen
Die Sektorfläche für den Kurvenbogen zwischen {\displaystyle (\;r(\varphi _{1}),\varphi _{1})\;} und {\displaystyle \;(r(\varphi _{2}),\varphi _{2})\;} ist
{\displaystyle {\underline {A}}={\tfrac {1}{2}}\int _{\varphi _{1}}^{\varphi _{2}}r(\varphi )^{2}\;d\varphi ={\tfrac {1}{2}}\int _{\varphi _{1}}^{\varphi _{2}}a^{2}\varphi \;d\varphi ={\frac {a^{2}}{4}}{\big (}\varphi _{2}^{2}-\varphi _{1}^{2}{\big )}}
{\displaystyle \quad ={\frac {a^{2}}{4}}{\big (}\varphi _{2}+\varphi _{1}{\big )}{\big (}\varphi _{2}-\varphi _{1}{\big )}\;.}

Fermatsche Spirale:
Flächen zwischen Kurvenbögen

Erhöht man beide Winkel um {\displaystyle 2\pi }, ergibt sich
{\displaystyle {\overline {A}}={\frac {a^{2}}{4}}{\big (}\varphi _{2}+\varphi _{1}+4\pi {\big )}{\big (}\varphi _{2}-\varphi _{1}{\big )}={\underline {A}}+a^{2}\pi {\big (}\varphi _{2}-\varphi _{1}{\big )}\;.}
Der Inhalt {\displaystyle A} der Sektorfläche zwischen den Kurven ist also
- {\displaystyle A=a^{2}\pi {\big (}\varphi _{2}-\varphi _{1}{\big )}\;.}

{\displaystyle A} hängt nur von der Differenz der beiden Winkel und nicht von den Winkeln selbst ab.
In dem Beispiel (siehe Bild) haben also alle benachbarten Sektorstreifen denselben Inhalt: {\displaystyle A_{1}=A_{2}=A_{3}}.
Diese Eigenschaft der fermatschen Spirale spielt in der Elektrotechnik bei der Herstellung von Drehkondensatoren eine Rolle.
Spezialfall von Fermat

Die Zwischenflächen (weiß, blau, gelb) haben alle den Flächeninhalt des eingezeichneten Kreises

1636 berichtete Fermat in einem Brief an Marin Mersenne den folgenden Spezialfall:
Es seien {\displaystyle \varphi _{1}=0,\varphi _{2}=2\pi }. Dann ist der Inhalt der schwarzen Fläche (siehe Bild) {\displaystyle A_{0}=a^{2}\pi ^{2}=} die Hälfte der Fläche des Kreises {\displaystyle K_{0}} mit Radius {\displaystyle r(2\pi )}. Die Zwischenflächen (weiß, blau, gelb) haben den Inhalt {\displaystyle A={\color {red}2}a^{2}\pi ^{2}} Also gilt:
- Der Flächeninhalt zwischen zwei Spiralbögen nach einer ganzen Umrundung ist gleich dem Flächeninhalt des Kreises {\displaystyle K_{0}}.

### Bogenlänge
Die Länge des Bogens einer fermatschen Spirale zwischen zwei Punkten {\displaystyle \;(r(\varphi _{1}),\varphi _{1}),(r(\varphi _{2}),\varphi _{2})\;} lässt sich mit der Formel für Kurven in Polardarstellung berechnen:
{\displaystyle L=\int \limits _{\varphi _{1}}^{\varphi _{2}}{\sqrt {\left(r^{\prime }(\varphi )\right)^{2}+r^{2}(\varphi )}}\,\mathrm {d} \varphi =\cdots ={\frac {a}{2}}\int \limits _{\varphi _{1}}^{\varphi _{2}}{\sqrt {{\frac {1}{\varphi }}+4\varphi }}\,\mathrm {d} \varphi \;.}
Die Lösung dieses Integrals ist allerdings nur numerisch oder mit Hilfe eines elliptischen Integrals möglich.
Die Bogenlänge des positiven Zweiges der fermatschen Spirale vom Ursprung aus kann auch durch die gaußsche hypergeometrische Funktion {\displaystyle \operatorname {_{2}F_{1}} \left(a,\,b;\,c;\,z\right)} und der unvollständigen eulerschen Betafunktion {\displaystyle \operatorname {B} \left(z;\,a;\,b\right)} dargestellt werden:
{\displaystyle {\begin{aligned}L&=a\cdot {\sqrt {\varphi }}\cdot \operatorname {_{2}F_{1}} \left(-{\frac {1}{2}},\,{\frac {1}{4}};\,{\frac {5}{4}};\,-4\cdot \varphi ^{2}\right)\\&=a\cdot {\frac {1-i}{8}}\cdot \operatorname {B} \left(-4\cdot \varphi ^{2};\,{\frac {1}{4}},\,{\frac {3}{2}}\right)\\\end{aligned}}}